# (10430) Martschmidt
(10430) Martschmidt es un asteroide perteneciente al cinturón de asteroides, región del sistema solar que se encuentra entre las órbitas de Marte y Júpiter.
Fue descubierto el 24 de septiembre de 1960 por Cornelis Johannes van Houten e Ingrid van Houten-Groeneveld desde el observatorio Palomar.

## Designación y nombre
Designado provisionalmente como 4030 P-L fue nombrado en honor de Maarten Schmidt (1929-2022) un conocido astrónomo holandés-estadounidense. Su identificación de las longitudes de onda de la radiación emitida por los cuásares condujo a la teoría de que pueden estar entre los objetos más distantes y más antiguos jamás observados. El nombre fue sugerido por W.A. Fröger y H. Habing.

## Características orbitales
(10430) Martschmidt está situado a una distancia media del Sol de 2,742 ua, pudiendo alejarse hasta 2,996 ua y acercarse hasta 2,488 ua. Su excentricidad es 0,093 y la inclinación orbital 2,742 grados. Emplea 1658,38 días en completar una órbita alrededor del Sol.

## Características físicas
La magnitud absoluta de (10430) Martschmidt es 13,64. Tiene 5,687 km de diámetro y su albedo se estima en 0,261.